# Отпадне материје
Отпадне материје  су продукти настали физиолошким функцијама човјека и животиња, као и свим другим многобројним људским активностима у сопственом окружењу.

### Према поријеклу дијеле се на:
- Физиолошке
- Кућне
- Јавне
- Индустријске (отпадне воде)[2]

### Према стању у коме се налазе дијеле се:
- Текуће:
  - Фекалије (фецес и урин) 
    - Људске фекалије
    - Животињске фекалије

  - Излучевине организама
  - Канализационе воде купатила, праоница
  - Индустријске отпадне воде
  - Атмосферске воде које испирају јавне површине (пијаце, улице, дворишта)
- Тврде:
  - отпаци домаћинства односно насеља:
    - Прашина и пепео
    - Остаци папира, стакла, дрвета, метала, порцелана[1]

### Према степену опасности дијеле се:
- Отровне хемикалије
- Нуклеарни отпад

### Решавање проблема отпада:
- Депоније
- Отпади (Мјеста која чувају ону врсту отпада која се у постојећем или промјењеном облику може одмах поново користити).
- Спаљивање отпада
- Рециклирање отпада[2]

## Дефиниције
Шта чини отпад зависи од ока посматрача; отпад једне особе може бити ресурс за другу особу. Иако је отпад физички објекат, његово стварање је физички и психолошки процес. Дефиниције које користе разне агенције су дате испод.

### Програм Уједињених нација за животну средину
Према Базелској конвенцији о контроли прекограничног кретања опасног отпада и њиховог одлагања из 1989. године, чл. 2(1), „отпад су супстанце или предмети који се одлажу или су намењени за одлагање или се од њих захтева одлагање према одредбама националног закона".

### Одељење за статистику Уједињених нација
UNSD Речник статистике животне средине описује отпад као „материјале који нису примарни производи (тј. производи произведени за тржиште) за које произвођач нема даљу употребу у смислу сопствене сврхе производње, трансформације или потрошње, а које жели да одложи. Отпад може настати приликом вађења сировина, прераде сировина у међупроизводе и финалне производе, потрошње финалних производа и других људских активности. Остаци који се рециклирају или се поново непосредно користе су изузети“.

### Европска унија
Према Оквирној директиви о отпаду 2008/98/ЕЦ, чл. 3(1), Европска унија дефинише отпад као „предмет који носилац одбацује, намерава да одбаци или је дужан да одбаци.“ За боље стуктуирани опис Директиве о отпаду, погледајте резиме Европске комисије.

## Извештавање
Постоји много питања која окружују извештавање о отпаду. Најчешће се мери по величини или тежини, и постоји велика разлика између њих. На пример, органски отпад је много тежи када је мокар, а пластичне или стаклене флаше могу имати различите тежине, али су исте величине. На глобалном нивоу, тешко је евидентирати отпад јер земље имају различите дефиниције отпада и шта спада у категорије отпада, као и различите начине извештавања. На основу непотпуних извештаја њених учесника, Базелска конвенција процењује да је 2001. године настало 338 милиона тона отпада. За исту годину, OECD је проценио 4 милијарде тона из својих земаља чланица. Упркос овим недоследностима, извештавање о отпаду је и даље корисно у малим и великим размерама да би се утврдили кључни узроци и локације, и да би се пронашли начини за спречавање, минимизирање, обнављање, третман и одлагање отпада.

## Трошкови

### Еколошки трошкови
Отпад којим се неадекватно управља може привући глодаре и инсекте, који могу да носе гастроинтестиналне паразите, жуту грозницу, црве, кугу и друге болести за људе, док излагање опасном отпаду, посебно када се спали, може изазвати разне друге болести укључујући рак. Токсични отпадни материјали могу контаминирати површинске воде, подземне воде, тло и ваздух што узрокује више проблема за људе, друге врсте и екосистеме. Третман и одлагање отпада производи значајне емисије гасова стаклене баште (GHG), посебно метана, који значајно доприносе глобалном загревању. Како се глобално загревање и емисија CO2 повећавају, тло почиње да постаје већи понор угљеника и постаје све нестабилније за живот биљака.

### Друштвени трошкови
Управљање отпадом је значајно питање еколошке правде. Многа од горе наведених еколошких оптерећења чешће сносе маргинализоване групе, као што су расне мањине, жене и становници земаља у развоју. NIMBY (not in my back yard)  је противљење станара предлогу за нови развој јер им је близак. Међутим, потреба за проширењем и постављањем постројења за третман и одлагање отпада расте широм света. Сада постоји растуће тржиште у прекограничном кретању отпада, и иако већина отпада који тече између земаља иде између развијених земаља, значајна количина отпада се премешта из развијених у земље у развоју.

### Економски трошкови
Економски трошкови управљања отпадом су високи и често их плаћају општинске власти; новац се често може уштедети ефикасније дизајнираним рута сакупљања, модификовањем возила и јавним образовањем. Политика заштите животне средине, као што је плати колико бацаш, може смањити трошкове управљања и смањити количине отпада. Опоравак отпада (односно, рециклажа, поновна употреба) може да смањи економске трошкове јер се избегава вађење сировина и често смањује трошкове транспорта. „Економска процена система управљања комуналним отпадом су студије случаја користећи комбинацију процене животног циклуса (LCA) и животног циклуса трошкова (LCC)“. Локација објеката за третман и одлагање отпада често смањује вредност имовине због буке, прашине, загађења, неугледности и негативне стигме. Неформални сектор отпада углавном се састоји од сакупљача отпада који сакупљају метале, стакло, пластику, текстил и друге материјале, а затим њима тргују зарад профита. Овај сектор може значајно да промени или смањи отпад у одређеном систему, али други негативни економски ефекти долазе са болешћу, сиромаштвом, експлоатацијом и злостављањем његових радника.

### Утицај на заједнице
Људи у земљама у развоју пате од контаминиране воде и депонија узрокованих незаконитом политиком владе која дозвољава земљама и компанијама из првог света да транспортују своје смеће до њихових домова и често у близини водених површина. Исте те владе не користе тај профит од трговине отпадом да креирају начине управљања депонијама или изворима чисте воде. Фотограф Кевин Макелвани документује највећу светску депонију е-отпада под називом Агбогблоши у Акри у Гани, која је некада била мочвара. Младићи и деца који раде у Агбогблошие разбијају уређаје да би дошли до метала, задобијају опекотине, оштећења очију, проблеме са плућима и леђима, хроничну мучнину, исцрпљујуће главобоље и респираторне проблеме, а већина радника умире од рака у својим двадесетим годинама. На Макелванијевим фотографијама, деца на пољима пале фрижидере и компјутере са поцрнелим рукама и дотрајалом одећом окружени животињама, попут крава са отвореним ранама, на сметлишту. Постоје гомиле отпада који се користе као импровизовани мостови преко језера, при чему метали и хемикалије продиру у воду и подземне воде које би могле бити повезане са водоводним системима у кућама. Иста несрећна ситуација депониј може се видети и у другим земљама које се сматрају трећим светом, попут других западноафричких земаља и Кине. Многи се залажу за управљање отпадом, заустављање трговине отпадом, стварање постројења за третман отпадних вода и на крају обезбеђивање чистих и приступачних извора воде. Здравље свих ових људи на депонијама и обухваћених водних система су људске потребе/права која се одузимају.